# Pivaloylgruppe

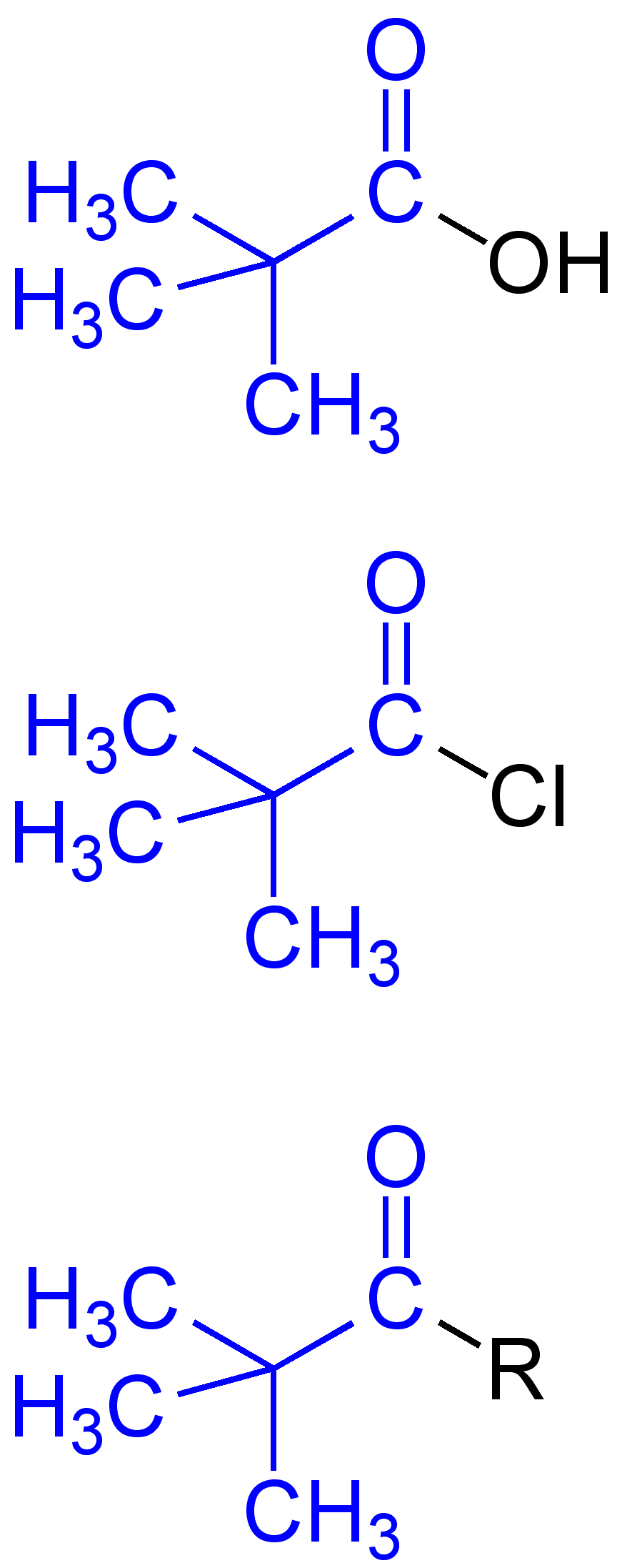
Pivaloylgruppe (blau markiert) als Strukturelement in Pivalinsäure (oben), Pivalinsäurechlorid (Mitte) sowie einem Aldehyd (R = H, unten) und einem Keton [R = Organyl-Rest (Alkyl-Rest, Aryl-Rest, Alkylaryl-Rest etc.), unten].

Als Pivaloylgruppe bezeichnet man in der organischen Chemie den Rest –(C=O)-C(CH3)3, der aus einer tert-Butylgruppe und der Carbonylgruppe zusammengesetzt ist und damit der Pivalinsäure ohne deren Hydroxygruppe entspricht. Sie ist somit eine Acylgruppe. Abgekürzt wird die Pivaloylgruppe in Fachkreisen bisweilen als Piv.
Durch Umsetzung von Pivalinsäurechlorid mit Alkoholen oder Aminen können nach der Schotten-Baumann-Methode (oder nach Einhorn in Pyridin) Ester oder Amide mit Pivaloylgruppen erhalten werden.